# Nätverket för regionala lagstiftande församlingar
Regionala lagstiftande församlingar (kort CALRE efter franskans Conférence des assemblées législatives régionales d'Europe) är en konferens för talmännen i de regionala parlament i EU:s medlemsstater som har egen lagstiftande makt. Totalt 74 parlament är representerade från Belgien, Finland, Italien, Portugal, Spanien, Storbritannien, Tyskland och Österrike. Från Italien deltar inte regionen Abruzzo och från Spanien ej de autonoma städerna Ceuta och Melilla. Färöarna och Grönland (Danmark), liksom de utomeuropeiska territorierna hörande till Frankrike ochNederländerna, står utanför EU och är därför inte med i CALRE.

## Medlemmar

### Belgien
Belgiens federala regioner och Belgiens federala gemenskaper
- Bryssel
- Flandern (inklusive Flamländska gemenskapen)
- Franskspråkiga gemenskapen
- Tyskspråkiga gemenskapen
- Vallonien

### Finland
- Åland

### Italien
Italiens regioner och autonoma provinser
| - Apulien - Basilicata - Sydtyrolen - Emilia-Romagna - Friuli-Venezia Giulia - Kalabrien - Kampanien - Lazio - Ligurien - Lombardiet - Marche | - Molise - Piemonte - Sardinien - Sicilien - Toscana - Trento - Trentino-Alto Adige - Umbrien - Valle d'Aosta - Veneto |  |

### Portugal
- Azorerna
- Madeira

### Spanien
Spaniens autonoma regioner
| - Andalusien - Aragonien - Asturien - Balearerna - Baskien - Extremadura - Galicien - Kanarieöarna - Kantabrien | - Katalonien - Kastilien-La Mancha - Kastilien och Leon - Madrid - Murcia - Navarra - La Rioja - Valencia |  |

### Storbritannien
- Nordirland
- Skottland
- Wales

### Tyskland
Tysklands förbundsländer
| - Baden-Württemberg - Bayern - Berlin - Brandenburg - Bremen - Hamburg - Hessen - Mecklenburg-Vorpommern | - Niedersachsen - Nordrhein-Westfalen - Rheinland-Pfalz - Saarland - Sachsen - Sachsen-Anhalt - Schleswig-Holstein - Thüringen |  |

### Österrike
Österrikes förbundsländer
| - Burgenland - Kärnten - Niederösterreich - Oberösterreich - Salzburg | - Steiermark - Tyrolen - Vorarlberg - Wien |  |